# XXL (časopis)
XXL (izgovarati Double ex el) je časopis koji se bazira na hip hop kulturi. Izdavač časopisa je Harris Publications. XXL je osnovan 1997. godine. Osnovali su ga Reginald C. Dennis (bivši urednik The Sourcea), Sheena Lester, Elliott Wilson (bivši urednici Ego tripa i The Sourcea) i Datwon Thomas (bivši urednik Kinga). U svibnju 2009. godine, Vanessa Satten je postala glavna urednica časopisa.

## Top 10 Freshmen
Časopis XXL ima vlastitu godišnju listu zvanu Top 10 Freshman. Izdanje sadrži deset najboljih novih izvođača koji tek grade svoju karijeru. Lista mnogim izvođačima daje prvu priliku da osjete slavu.

### Lista iz 2008.
- Crooked I
- Lupe Fiasco
- Gorilla Zoe
- Plies
- Papoose
- Lil Boosie
- Young Dro
- Rich Boy
- Saigon
- Joell Ortiz

### Lista iz 2009.
- Asher Roth
- Charles Hamilton
- B.o.B
- Kid Cudi
- Blu
- Wale
- Cory Gunz
- Ace Hood
- Currensy
- Mickey Factz

### Lista iz 2010.
- J. Cole
- Pill
- Nipsey Hussle
- Wiz Khalifa
- OJ da Juiceman
- Freddie Gibbs
- Big Sean
- Jay Rock
- Fashawn
- Donnis

### Lista iz 2011.
- Meek Mill
- Big K.R.I.T.
- Cyhi the Prynce
- Lil Twist
- Yelawolf
- Mac Miller
- YG
- Lil B
- Kendrick Lamar
- Diggy Simmons
- Fred tha Godson

### Lista iz 2012.
- Future
- Kid Ink
- Danny Brown
- Macklemore
- Don Trip
- French Montana
- Machine Gun Kelly
- Hopsin
- Roscoe Dash
- Iggy Azalea

### Lista iz 2013.
- ScHoolboy Q
- Trinidad James
- Joey Badass
- Ab-Soul
- Logic
- Action Bronson
- Kirko Bangz
- Travis Scott
- Dizzy Wright
- Angel Haze
- Chief Keef

### Lista iz 2014.
- Chance the Rapper
- Rich Homie Quan
- Isaiah Rashad
- Ty Dolla Sign
- Lil Durk
- Kevin Gates
- Troy Ave
- Vic Mensa
- Lil Bibby
- Jon Connor
- August Alsina
- Jarren Benton

### Lista iz 2015.
- Raury
- Fetty Wap
- DeJ Loaf
- Vince Staples
- K Camp
- OG Maco
- Shy Glizzy
- GoldLink
- Kidd Kidd
- Tink

### Lista iz 2016.
- Lil Yachty
- Desiigner
- Dave East
- Denzel Curry
- G Herbo
- Lil Uzi Vert
- Lil Dicky
- Anderson .Paak
- 21 Savage
- Kodak Black

### Lista iz 2017.
- Kamaiyah
- A Boggie wit da Hoodie
- PnB Rock
- XXXTentacion
- Playboi Carti
- MadeinTYO
- Aminé
- Ugly God
- Kap G
- Kyle

### Lista iz 2018.
- Ski Mask the Slump God
- Lil Pump
- Smokepurpp
- J.I.D
- Stefflon Don
- BlocBoy JB
- YBN Nahmir
- Wifisfuneral
- Trippie Redd

### Lista iz 2019.
- Comethazine
- Tierra Whack
- DaBaby
- Lil Mosey
- Roddy Ricch
- Cordae
- YK Osiris
- Rico Nasty
- Gunna
- Blueface
- Megan Thee Stallion

### Lista iz 2020.
- Polo G
- Chika
- NLE Choppa
- Jack Harlow
- Lil Keed
- Lil Tjay
- Fivio Foreign
- Calboy
- Rod Wave
- Baby Keem
- 24kGoldn
- Latto

### Lista iz 2021.
- 42 Dugg
- Flo Milli
- Morray
- Pooh Shiesty
- Lakeyah
- Coi Leray
- Toosii
- Blxst
- DDG
- Rubi Rose
- Iann Dior

### Lista iz 2022.
- Nardo Wick
- SoFaygo
- Babyface Ray
- Big Scarr
- Big30
- Kali
- KenTheMan
- Cochise
- KayCyy
- Doechii
- Saucy Santana
- BabyTron

## Vanjske poveznice
- Službena stranica